# 시무라 타카시
시무라 타카시(일본어: 志村喬, 1905년 3월 12일 ~ 1982년 2월 11일)는 일본의 남자 배우이다. 본명은 시마자키 쇼지(島崎捷爾)이다. 그는 미후네 토시로와 함께 구로사와 아키라 감독의 페르소나(Persona)로 잘 알려져 있다.

## 생애
효고현 아사고시 출신으로 대학 졸업 후 연극 무대를 통해 배우로서 경력을 쌓았고, 1934년 영화사 키네마 신코(Kinema Shinko Film Studio)와 계약을 하면서 본격적으로 영화 배우로서도 활약을 하기 시작했다. 1943년에는 도호 영화사와 계약을 하며 영화 배우로서의 길을 계속 걸어 나갔고, 평생 함께 작업해 나갈 인연인 구로사와 아키라를 여기서 만나게 된다.
그가 영화 배우로서 큰 성공을 거둔 첫 작품은 구로사와 감독의 1952년작 《이키루》였고, 후속작 《7인의 사무라이》를 통해서 다시 한 번 자신의 진가를 발휘하기도 했다. 그는 이른바 국민 배우라는 칭호를 들을 정도로 20세기 일본 영화계의 가장 위대한 배우로 기억되고 있다.
시무라는 폐기종으로 1982년 2월 11일 숨을 거두었다.

## 작품 목록
※ 대표작만 간추림.
| 연도 | 한국 개봉명               | 일본 개봉명              | 영어 개봉명                | 비고                               |
| ---- | ------------------------- | ------------------------ | -------------------------- | ---------------------------------- |
| 1980 | 《카게무샤》              | 《影武者》               | 《Kagemusha》              | 칸 영화제 황금 종려상 수상작       |
| 1967 | 《일본의 가장 긴 하루》   | 《日本のいちばん長い日》 |                            |                                    |
| 1965 | 《붉은 수염》             | 《赤ひげ》               | 《Red Beard》              |                                    |
| 1963 | 《천국과 지옥》           | 《天国と地獄》           | 《High and Low》           |                                    |
| 1962 | 《츠바키 산주로》         | 《椿三十郞》             | 《Sanjuro》                |                                    |
| 1961 | 《요짐보》                | 《用心棒》               | 《Yojimbo》                |                                    |
| 1960 | 《나쁜 놈일수록 잘 잔다》 | 《悪い奴ほどよく眠る》   | 《The Bad Sleep Well》     |                                    |
| 1958 | 《숨겨진 요새의 세 악인》 | 《隠し砦の三悪人》       | 《The Hidden Fortress》    |                                    |
| 1957 | 《거미의 성》             | 《蜘蛛巣城》             | 《Throne of Blood》        |                                    |
| 1954 | 《7인의 사무라이》        | 《七人の侍》             | 《Seven Samurai》          | 베네치아 영화제 감독상 수상작      |
| 1952 | 《살다》 또는 《이키루》  | 《生きる》               | 《To Live》 또는 《Ikiru》 |                                    |
| 1951 | 《백치》                  | 《白痴》                 | 《The Idiot》              |                                    |
| 1950 | 《라쇼몽》                | 《羅生門》               | 《Rashomon》               | 베네치아 영화제 황금 사자상 수상작 |
| 1949 | 《들개》                  | 《野良犬》               | 《Stray Dog》              |                                    |
| 1948 | 《주정뱅이 천사》         | 《醉いどれ天使》         | 《Drunken Angel》          |                                    |
| 1944 | 《일등 미인》             | 《一番美しく》           | 《The Most Beautiful》     |                                    |
| 1943 | 《스가타 산시로》         | 《姿三四郎》             | 《Judo Saga》              | 구로사와 아키라 감독의 데뷔작      |
| 1936 | 《오사카 엘레지》         | 《浪華悲歌》             | 《Osaka Elegy》            |                                    |

## 같이 보기
- 구로사와 아키라
- 미후네 토시로